# Puiselet-le-Marais
Puiselet-le-Marais – miejscowość i gmina we Francji, w regionie Île-de-France, w departamencie Essonne.
Według danych na rok 1990 gminę zamieszkiwało 245 osób, a gęstość zaludnienia wynosiła 22 osób/km² (wśród 1287 gmin regionu Île-de-France Puiselet-le-Marais plasuje się na 961. miejscu pod względem liczby ludności, natomiast pod względem powierzchni na miejscu 322.).